# Filzbach
Filzbach fue hasta el 31 de diciembre de 2011 una comuna suiza del cantón de Glaris.
Desde el 1 de enero de 2011 la comuna es una localidad de la nueva comuna de Glaris Nord a la que también fueron agregadas las comunas de Bilten, Mollis, Mühlehorn, Näfels, Niederurnen, Oberurnen y Obstalden.

## Geografía
Filzbach se encuentra situada el norte del cantón, en la región del lago de Walen. La antigua comuna limitaba al norte con las comunas de Weesen (SG) y Amden (SG), al este con Obstalden, al sur con Ennenda, y al oeste con Mollis.

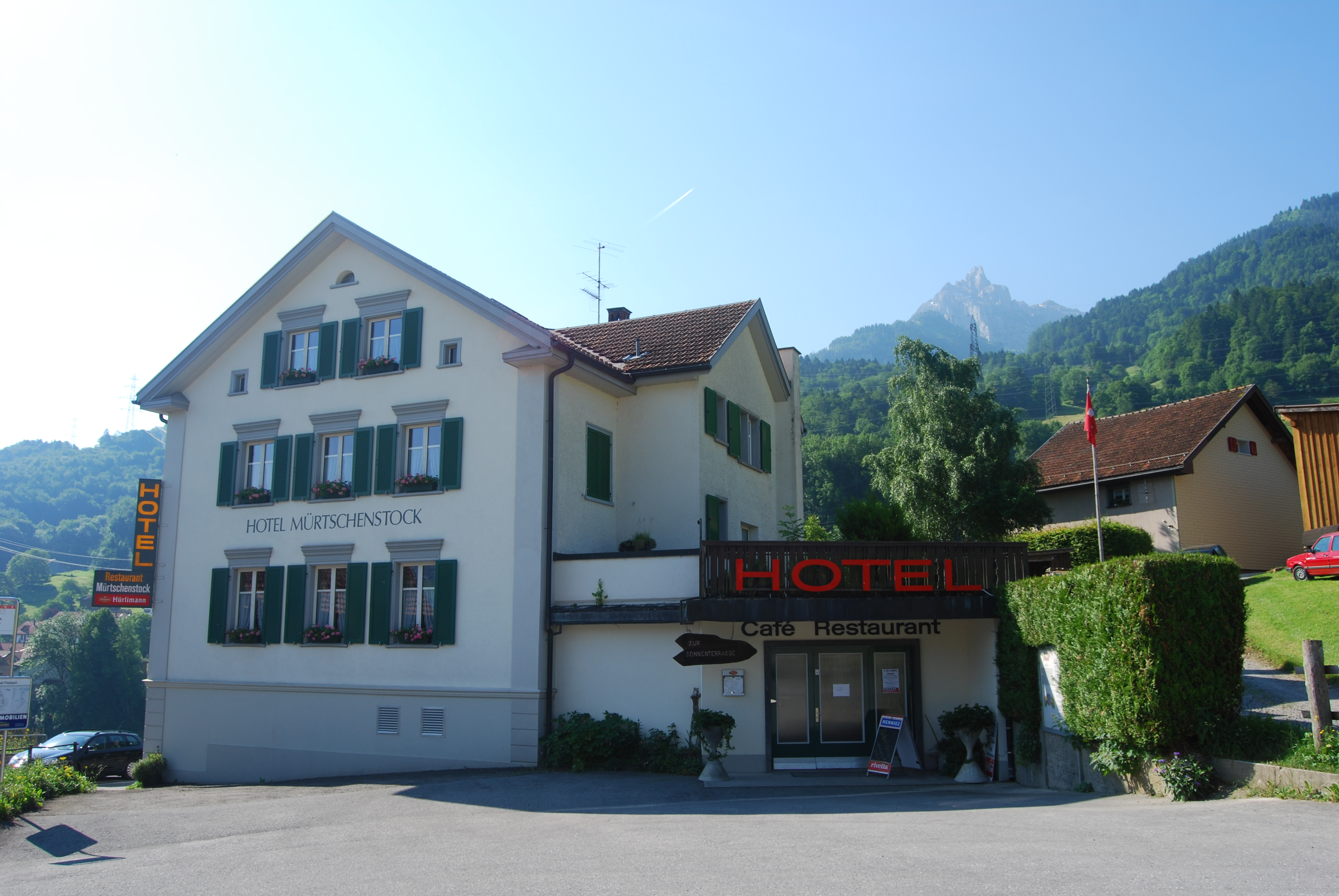
Hotel en Filzbach.